# Archidiecezja Hue
Archidiecezja Hue (łac. Archidioecesis Hueensis, wiet. Tổng giáo phận Huế) – rzymskokatolicka archidiecezja ze stolicą w Hue w Wietnamie. Arcybiskupi Hue są metropolitami metropolii o tej samej nazwie.
W 2013 w archidiecezji służyło 185 braci i 1085 sióstr zakonnych.
Na terenie archidiecezji znajduje się maryjne sanktuarium narodowe w La Vang. Zbudowane jest ono w miejscu objawień maryjnych z czasów krwawych prześladowań wietnamskich katolików na przełomie XVIII i XIX wieku.

## Sufraganie
Sufraganiami archidiecezji Hue są diecezje:
- Ban Mê Thuột
- Đà Nẵng
- Kon Tum
- Nha Trang
- Quy Nhơn.

## Historia
27 sierpnia 1850 papież Pius IX erygował wikariat apostolski Północnej Kochinchiny. Dotychczas wierni z tych terenów należeli do wikariatu apostolskiego Wschodniej Kochinchiny (obecnie diecezja Quy Nhơn).
3 grudnia 1924 nastąpiła zmiana nazwy na wikariat apostolski Hue.
24 listopada 1960 papież Jan XXIII podniósł wikariat apostolski Hue do rangi archidiecezji metropolitarnej.

## Ordynariusze
wszyscy ordynariusze do 1960 byli Francuzami

### Wikariusze apostolscy
- François-Marie-Henri-Agathon Pellerin MEP (1850 - 1862)
- Joseph-Hyacinthe Sohier MEP (1862 - 1876)
- Martin-Jean Pontrianne MEP (1877 - 1879)
- Louis-Marie-Antoine Caspar MEP (1880 - 1907)
- Eugène-Marie-Joseph Allys MEP (1908 - 1931)
- Alexandre-Paul-Marie Chabanon MEP (1931 - 1936)
- François-Arsène-Jean-Marie-Eugène Lemasle MEP (1937 - 1946)
- Jean-Baptiste Urrutia MEP (1948 - 1960) zrezygnował, aby arcybiskupem mógł zostać Wietnamczyk

### Arcybiskupi
- Pierre Martin Ngô Đình Thục (1960 - 1968)
- Philippe Nguyễn Kim Ðiền (1968 - 1988)
  - Etienne Nguyễn Như Thể (1994 - 1998) administrator apostolski
- Etienne Nguyễn Như Thể (1998 - 2012)
- François Xavier Lê Văn Hồng (2012 - 2016)
- Joseph Nguyễn Chí Linh (2016-2025)
- Joseph Đăng Đúc Ngân (od 2025)